# Rajas
RAJAS（ラジャス）は、日本のヘヴィメタルバンド。1980年代に活躍。2002年、活動再開。

## メンバー変遷
第1期（1980年）
- 森川邦子（ボーカル）
- 佐々木智昭（ギター）
- 臼井孝文（ベース）
- 藤井良明（キーボード）
- 澤村昭夫（ドラムス）

第2期（1982年）
- 森川邦子（ボーカル）
- 白田一秀（ギター）
- 臼井孝文（ベース）
- 澤村昭夫（ドラムス）

第3期（1982年）
- 森川邦子（ボーカル）
- 白田一秀（ギター）
- 臼井孝文（ベース）
- 福村 高志（ドラムス）

第4期（1983年）
- 森川邦子（ボーカル）
- 白田一秀（ギター）
  - PRESENCEを経て、GRAND SLAMを結成。
  - 1963年5月1日 - 2023年7月29日[2][3][4][5]。60歳没。
- 佐々木智昭（ギター）
- 臼井 孝文（ベース）
  - X-RAYへ参加
- 福村 高志（ドラムス）

第5期（1983年）
- 森川邦子（ボーカル）
- 後藤明博（ギター）
- 山本好一（ギター）
- 吉村 隆（ベース）
- 福村高志（ドラムス）

第6期（1984年）
- 森川邦子（ボーカル）
- 後藤明博（ギター）
- 山本好一（ギター）
- 増本 "COOL JOE" 正志（ベース）
  - CRAZY COOL JOEとしてDEAD ENDへ参加
- 福村高志（ドラムス）

第7期（1985年）
- 森川 邦子（ボーカル）
- 後藤明博（ギター）
- 山本好一（ギター）
- 河内倫子（ベース）
  - 山本倫子名義でBETTY BLUEへ参加
- 福村高志（ドラムス）

第8期（1986年）
- 森川邦子（ボーカル）
- 後藤明博（ギター）
- 山本好一（ギター）
- 七条義則（ベース）
- 金山泰明（ドラムス）

第9期（2002年・再結成）
- 森川邦子（ボーカル）
- 後藤明博（ギター）
- 山本好一（ギター）
- 河内倫子（ベース）
- 福村高志（ドラムス）

第10期（2003年）
- 森川邦子（ボーカル）
- 山本好一（ギター）
- 鍋嶋圭一（ギター）
- 河内倫子（ベース）
- 福村高志（ドラムス）

第11期（2012年～）
- 森川 "SEN" 邦子（ボーカル）
- 後藤 "AKKUN" 晃宏（ギター）
- 遠藤コースケ（ギター）
- 七條義則（ベース）
- 福村 "BABACHAN" 高志（ドラムス）

## ディスコグラフィ

### シングル
- Liar / Lonely Dancer (1985年6月21日)

### アルバム
- Turn It Up (1985年6月21日)
- Precious Time (2003年11月19日)
- MOTHER OF THE EARTH (2013年4月17日)

### ミニアルバム
- Rajas (1984年6月21日)
- Play The Game (1985年12月5日)
- What's (1986年) ※デモテープ
- 遊行 (2002年12月18日)
- BELIEVE (2014年9月10日)

### ベストアルバム
- In Past Times -Best of Rajas- (1992年7月21日)
- Complete Best! (2001年6月27日)

### オムニバスアルバム
- BATTLE OF METAL (1984年2月12日、3曲収録)
- Grand Metal Live (1984年7月21日、2曲収録)
- METAL VIBES (2002年10月30日、2曲収録)
- HARD ROCK SUMMIT IN CITTA' (2002年12月26日、2曲収録)
- HARD ROCK SUMMIT in OSAKA (2004年6月16日、2曲収録)
- 治外法権35周年記念スペシャルライブ RAJAS vs EARTHSHAKER at 磔磔 (2010年4月21日、5曲収録)

### DVD
- LIVE TOUR 遊行 (2003年3月)
- LIVE TOUR 2013 MOTHER OF THE EARTH (2013年8月7日)